# Santa Marta de Penaguião
Santa Marta de Penaguião est une municipalité (en portugais : concelho ou município) du Portugal, située dans le district de Vila Real et la région Nord. la ville est jumelée avec Larçay en France.

## Géographie
Santa Marta de Penaguião est limitrophe :
- au nord et à l'est, de Vila Real,
- au sud, de Peso da Régua,
- à l'ouest, d'Amarante.

## Histoire
Santa Marta de Penaguião a été fondée par une charte (en portugais, foral) du roi Sanche Ier en 1202.
Le 15 décembre 1519, le roi Manuel Ier publie une nouvelle charte édictant des règles détaillées sur les droits, privilèges et responsabilités des propriétaires fonciers locaux, inclus dans les limites de la municipalité.

## Démographie
| 1801   | 1849  | 1900   | 1930   | 1960   | 1981   | 1991  | 2001  | 2004  |
| ------ | ----- | ------ | ------ | ------ | ------ | ----- | ----- | ----- |
| 10 731 | 8 535 | 11 422 | 12 532 | 13 282 | 11 194 | 9 703 | 8 569 | 8 400 |

| 2011  | - | - | - | - | - | - | - | - |
| ----- | - | - | - | - | - | - | - | - |
| 7 356 | - | - | - | - | - | - | - | - |

## Subdivisions
La municipalité de Santa Marta de Penaguião groupe 10 paroisses (freguesia, en portugais) :
- Alvações do Corgo
- Cumieira, autrefois Cumeeira
- Fontes
- Fornelos
- Louredo
- Medrões
- Sanhoane
- São João Baptista de Lobrigos
- São Miguel de Lobrigos (Santa Marta de Penaguião)
- Sever